# Allium oreoscordum
Allium oreoscordum — вид рослин з родини амарилісових (Amaryllidaceae); поширений у Казахстані, Киргизстані, Узбекистані.

## Опис
Рослина заввишки 25–50 см. Квіти білі. Період цвітіння: травень — липень.

## Поширення
Поширений у Казахстані, Киргизстані, Узбекистані.